# تد دیبیاسی جونیور
تئودور ماروین "تد" دیبیاسی جونیور یک کشتی گیر حرفه‌ای و بازیگر امریکایی است که با دبلیو دبلیو ای قرارداد بسته، جاییکه در برند اسمکدان کار می‌کند. او قبلاً دو بار با کودی رودز قهرمان تگ تیم شده‌است.
بعد از آموزش توسط کریس یانگ بلاد، کارش را در ۸ ژوئیه ۲۰۰۶ شروع کرد. در فوریه ۲۰۰۷، با برادرش مایک دیبیاسی قهرمان تگ تیم شد و کمی در مسابقات تور ژاپن شرکت کرد. سپس در ژوئیه ۲۰۰۷، یک قرارداد وسیع با دبلیو دبلیو ای بست و به اف سی دبلیو رفت. برای مدت کمی به گروه "بنیاد نسل بعدی خانواده هارت" پیوست. در دسامبر ۲۰۰۷، قهرمان سنگین وزن جنوبی اف سی دبلیو شد. بخاطر مصدومیت در ژانویه ۲۰۰۸، قهرمانیش را از دست داد.
آغاز کار تلویزیونیش در دبلیو دبلیو ای در ۲۶ می ۲۰۰۸ و در برند راء بود و توانست با کودی رودز قهرمان تگ تیم شود. آن‌ها در آگوست عنوان را از دست دادند و یک هفته بعد دوباره بدست آوردند. رودز و دیبیاسی به همراه مانو، گروهی از کشتی گیران نسل‌های مختلف را به وجود آوردند. در آوریل ۲۰۱۱، این گروه منحل شد و دیبیاسی به اسمکدان رفت.

## کودکی
دیبیاسی در لوییزیانا به دنیا آمد و در میسی سیپی بزرگ شد. او از بچگی کریس ریکی (کشتی گیر) را می‌شناخت و با هم به مدرسه می‌رفتند. در دبیرستان، دیبیاسی بازیکن خط حمله تیم فوتبال بود. در سال ۲۰۰۵ با مدرک لیسانس علوم و لیسانس مدیریت تجاری فارغ‌التحصیل شد. در دوران دانشگاه، دیبیاسی در نظر داشت کشیش شود.

## کشتی حرفه‌ای

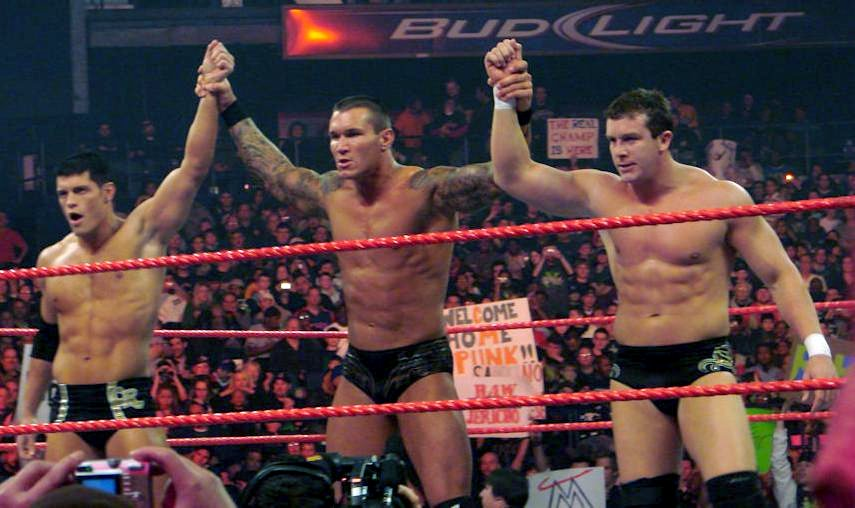
تئودور ماروین "تد" دیبیاسی جونیور در حال مبارزه

### آموزش و دوره اولیه
دیبیاسی و برادرش مایک دیبیاسی، در تگزاس تحت نظر کریس یانگ بلاد آموزش دیدند و بعد به آکادمی کشتی هارلی ریس رفتند. برادران دیبیاسی کارشان را در ۸ ژوئیه ۲۰۰۶ دردبلیو ال دبلیو شروع کردند. در ۱۷ فوریه ۲۰۰۷، با شکست رحیم رشاد و جونتسی توانستند قهرمان تگ تیم شوند.

### دبلیو دبلیو ای (۲۰۰۷-تاکنون)

#### اف سی دبلیو (۲۰۰۷-۲۰۰۸)
در ژوئیه ۲۰۰۷، قراردادی وسیع با دبلیو دبلیو ای بست و وارد بخش آموزشی آن یعنی اف سی دبلیو شد. در ۴ آگوست در مسابقه‌ای تگ تیم کارش را شروع کرد و با جیک هاگر توانست کیث واکر و هیث مایلر را شکست دهد. در اکتبر، عضو گروه "بنیاد نسل بعدی خانواده هارت" شد و در کنار هری اسمیث و تی جی ویلسون و ناتی نایدهارت و تدی هارت قرار گرفت. اما سریعاً از گروه جدا شد و ماریس را به عنوان همراهش بدست آورد. در ۱۸ دسامبر ۲۰۰۷، با شکست تی جی ویلسون توانست قهرمان سنگین وزن جنوبی اف سی بلیو شود. اما بخاطر مصدومیت نمی‌توانست از آن دفاع کند پس در ۱۹ ژوئیه ۲۰۸ آن را به شریکش هیث مایلر داد. در مارس ۲۰۰۸، دچار مصدومیت‌های متعددی از جمله سیاتیک، شکستگی زانوی چپ، انفصال دنده‌ها و مشکل در آرنجش شد. بخاطر این جراحات، برای چند ماه بعد به‌طور نامنظم مسابقه داد.

#### گروه "لگاسی" (۲۰۰۸-۲۰۱۰)
در ۲۶ می ۲۰۰۸، به عنوان چهره‌ای منفور کارش را در دبلیو دبلیو ای شروع کرد و گفت قصدش این است قهرمانی مثل پدرش شود. سپس قهرمانان تگ تیم یعنی کودی رودز و هاردکور هالی را به مبارزه طلبید. در پی پی وی "شب قهرمانان" رودز به هالی خیانت کرد و باعث شد دیبیاسی به عنوان شریک خودش، قهرمان تگ تیم شود. کمی بعد از یک ماه، این عنوان را به جان سینا و باتیستا باختند. اما در هفته بعد دوباره آن را پس گرفتند. در ۲۷ اکتبر ۲۰۰۸، کمربندشان را به سی ام پانک و کوفی کینگستون باختند. در این دوران، رندی اورتون به رودز، دیبیاسی و مانو پیوست و در کسوت مربی از آن‌ها انتقاد کرد. در ۳ نوامبر، اورتون به دیبیاسی حمله کرد چون در مسابقه اش دخالت کرده بود. داستان حمله به دیبیاسی اجازه داد کمی از ماجرا خارج شود و بتواند در فیلم "مارین۲" بازی کند.
در ۲۱ ژانویه ۲۰۰۹، دیبیاسی برگشت تا به مانو و سیم اسنوکا در حمله به رودز و اورتون کمک کند. اما ناگهان علیه آن‌ها شد و به رودز و اورتون کمک کرد و بدین ترتیب گروه "لگاسی" پدید آمد. به عنوان عضوی از لگاسی در مسابقه رویال رامبل وارد شد تا به اورتون کمک کند تا برنده شود و جزء ۴ نفر آخر در رینگ ماند تا اینکه توسط تریپل اچ حذف شد. رودز و دیبیاسی همراه اورتون وارد رقابت با خانواده مک من شدند و به او کمک کردند به شین و استفانی مک من و تریپل اچ حمله کند. در ۲۶ آوریل، دیبیاسی، رودز و اورتون توانستند تریپل اچ، باتیستا و شین مک من را شکست دهند و اورتون قهرمان دبلیو دبلیو ای شد. در طول تور استرالیا، دیبیاسی دچار مصدومیت بازو شد. در میانه سال ۲۰۰۹، او و رودز به رقابت با حریفان اورتون بخصوص تریپل اچ پرداختند. پس تریپل اچ دوباره گروه "دی اکس" را با شاون مایکلز ایجاد کرد و در سامراسلم رودز و دیبیاسی را شکست داد.
تنش بین اعضای لگاسی در ۲۰۱۰ شروع شد؛ وقتی رودز و دیبیاسی تصادفاً باعث ایجاد یک مسابقه قهرمانی برای اورتون شدند و اورتون به آن‌ها حمله کرد. در فوریه، دیبیاسی، ماریک هنری را شکست داد و فرصتی برای قهرمانی دبلیو دبلیو ای بدست آورد. در "المینیشن چیمبر" دیبیاسی، اورتون را حذف کرد و کمی بعد خودش توسط کینگستون حذف شد. در ۲۲ فوریه، اورتون علیه لگاسی شد و باور داشت آن‌ها برنامه‌ای علیه او دارند. برای تلافی، هفته بعد رودز و دیبیاسی به اورتون حمله کردند. در نتیجه در رسلمینیای ۲۶، هرسه در مقابل هم قرار گرفتند و اورتون برنده شد.

#### قهرمان میلیون دلاری (۲۰۱۰-۲۰۱۱)
بعد از رسلمینیا، دیبیاسی در قالب یک میلیونر متکبر درآمد. در آوریل، قهرمانی میلیون دلاری را گرفت. سپس مثل پدرش، بدنیال یک نوکر گشت. او این موقعیت را به آر-تروث پیشنهاد کرد اما او رد کرد و دشمنی بین آن‌ها ایجاد شد. در ۱۷ می، نوکرش را همان کسی معرفی کرد که برای پدرش کار می‌کرد. در مسابقه اش با آر-تروث شکست خورد و در طول مسابقه دچار ضربه مغزی شد اما شب بعد توانست در راء ظاهر شود. در ۲۱ ژوئن، به خاطر خدمات مدیرانه ماریس، نوکرش را اخراج کرد. در سپتامبر ۲۰۱۰، گلداست کمربند قهرمانی میلیون دلاری را دزدید و دشمنی بین او و دیبیاسی شکل گرفت. در مسابقه، دیبیاسی برنده شد اما بخاطر دخالت شاگرد گلداست، آکسانا، نتوانست کمربند را پس بگیرد. در ۱۵ نوامبر، گلداست کمربند را به دیبیاسی پدر، پس داد. او خواست آن را به پسرش پس دهد اما دیبیاسی کوچک آن را رد کرد و گفت به کمربند دیگری علاقه دارد. همان شب، به قهرمان ایالات متحده، دنیل برایان حمله کرد ولی در مسابقه قهرمانی ناموفق بود. در ۳۰ نوامبر، اعلام کرد در فصل چهارم ان اکس تی، با ماریس مربی برودوس کلی خواهد بود. اما کلی، آلبرتو دل ریو را انتخاب کرد.

#### جماعت دیبیاسی (۲۰۱۱-۲۰۱۳)
در ۱۶ سپتامبر، وقتی رودز در حال مسخره کردن تماشاچیان بود؛ دیبیاسی به او حمله کرد و چهره‌ای محبوب شد. سپس برای قهرمانی "بین قاره‌ای" مقابل رودز قرار گرفت ولی ناموفق بود. در ۲۲ سپتامبر در یوتیوب اعلام کرد قبل از شروع مسابقات با هواداران مهمانی می‌گیرد و کسانیکه موفق به این کار شوند را "جماعت دیبیاسی" نامید. هم چنین پذیرفت که حالت ثروتمندی پدرش، دیگر به کار نمی‌آید.
در ۴ نوامبر، با شکست تایسون کید، ۸ برد پیاپی در مسابقات تکی را شروع کرد و در ادامه در برابر هیث اسلیتر، دریک بیتمن و جیندر ماهال پیروز شد. وقتی ماهال او را بخاطر رها کردن تربیت ثروتمندش در برابر گشتن با افراد عادی سرزنش کرد، دشمنی بین آن‌ها شروع شد. در ۳۰ دسامبر، نهایتاً ماهال با شکست دیبیاسی توانست رشته پیروزی‌های او را بشکند. در ژانویه ۲۰۱۲، هونیکو از اینکه به مهمانی‌های دیبیاسی دعوت نشده دلخور شد و دشمنی بینشان شروع شد. اگرچه در مسابقه "پرچم" دیبیاسی برنده شد اما در دو مسابقه بعد هونیکو موفق بود. بعداً دیبیاسی دچار مصدومیت مچ دست و پارگی غضروف شد. اما نهایتاً در فوریه توانست هونیکو را شکست دهد. در ۶ مارس دیبیاسی دوباره دچار شکستگی قوزک پا شد. همان ماه اعلام کرد قرار است روی شانه اش عمل جراحی انجام شود. در ۲۶ آگوست اعلام کرد نمی‌خواهد قراردادش با دبلیو دبلیو ای را تمدید کند چون می‌خواهد وقت بیشتری با خانواده اش بگذراند.

### مسیرهای مستقل (۲۰۱۳-تاکنون)
بعد از ترک دبلیو دبلیو ای در ۱۲ اکتبر ۲۰۱۳ کارش را در افتتاحیه "سرگرمی کشتی خانواده" با شکست کلت کابانا شروع کرد. در ۱۸ اکتبر ۲۰۱۳، دیبیاسی، دوست دختر نمایشی قبلیش ماریس و پدرش در "خانه تامی دریمر" ظاهر شدند. هم چنین دیبیاسی در شبی دیگر برای "سرگرمی کشتی خانواده" مقابل مت مورگان قرار گرفت.

## سایر کارهای رسانه‌ای
در ۲۰۰۸، دیبیاسی شروع به بازی در فیلم "مارین۲" در نقش اصلی، جو لینوود کرد. این فیلم اولین تجربه بازیگری او بود و برای فیلمبرداری ۶ هفته در تایلند بسر برد. تمام بدل کاری‌ها را خودش اجرا کرد که باعث شد در یک صحنه جنگی، غضروف بین دو دنده اش جدا شود.
در ۱۶ آگوست ۲۰۰۹، در برنامه گفتگوی شبانه با کودی رودز، گریت کالی و بیگ شو شرکت کرد. او شبکه یوتیوب خودش با نام "جماعت دیبیاسی" را دارد که دربارهٔ زندگی او بیرون از رینگ است.

## زندگی شخصی
تد دیبیاسی سومین نسل کشتی گیران حرفه‌ای است. پدربزرگش "آیرن مایک دیبیاسی"، مادربزرگش "هلن هایلد" و پدرش "مرد میلیون دلاری تد دیبیاسی" کشتی گیران حرفه‌ای بودند. برادر ناتنی بزرگش، مایک و برادر تنی کوچکترش، برت هم کشتی گیران حرفه‌ای هستند. در ۲۷ مارس ۲۰۱۰، تد دیبیاسی و برادرش برت، پدرشان را جزء "هال آو فیم" قرار دادند. تد دیبیاسی در ۳۰ اکتبر ۲۰۰۸ با معشوقه دوران دبیرستانش، کریستن تاینس که یک پرستار است، ازدواج کرد. در ۲۵ دسامبر ۲۰۱۱، اعلام کرد منتظر اولین فرزندشان هستند. او طرفدار تیم فوتبال لیورپول است.
در ۱۵ فوریه ۲۰۰۸، بعد از اینکه ماشینش به وسیله نقیله دیگری برخورد کرد، بخاطر رانندگی تحت مستی دستگیر شد. در این تصادف هیچ کس صدمه ندید اما دیبیاسی مجبور شد تست سطح هوشیاری دهد و معلوم شد سطح الکل خونش بین ۰٫۱۳۷ تا ۰٫۱۳۸ است. روز بعد با ضمانت ۵۰۰ دلاری آزاد شد.
در می ۲۰۱۲، سازمان عام‌المنفعه خود با نام گبنیاد تد دیبیاسی" را برپا کرد. به عنوان بخشی از بنیاد، به اشخاص با بیماری‌های خطرناک یا ناتوانی‌ها شانسی داده می‌شد تا در برنامه‌های دبلیو دبلیو ای، تد دیبیاسی را ببینند. وقتی دیبیاسی دبلیو دبلیو ای را ترک کرد، جزء هیئت رییسه سایت CollegeGarageSale.com درآمد. این سایت برای تجارت الکترونیکی کتاب‌های درسی دانشگاهی است.

## در کشتی
- فینیشر
  - دریم استریت
- نام‌های مستعار
  - پسر خوشبخت
  - پسر میلیون دلاری
  - رهبر گروه جمات دیبیاسی
  - مرد با ارزش
- مدیران او
  - ماریس
  - ویرجیل
  - کودی رودز